# Nearctaphis clydesmithi
Nearctaphis clydesmithi är en insektsart som beskrevs av Hille Ris Lambers 1970. Nearctaphis clydesmithi ingår i släktet Nearctaphis och familjen långrörsbladlöss. Inga underarter finns listade i Catalogue of Life.